# Xinka (taal)
Het Xinka, ook wel aangeduid als Xinca of Szinca, is een taal die wordt gesproken door het Xinka-volk in Guatemala. De taal behoort niet tot de familie der mayatalen en wordt algemeen beschouwd als een isolaat. Mogelijk is de taal verwant aan het Lenca.
Over het aantal Xinka-sprekers heerst onduidelijkheid. Het SIL beschouwt de taal tegenwoordig (2009) als uitgestorven. De officiële volkstelling van 2002 noemt echter een aantal van 1283 Xinka-sprekers in Guatemala.
In El Salvador is de taal uitgestorven.

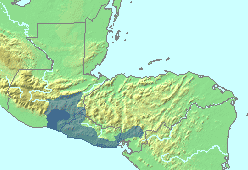
gebied waar de taal gesproken wordt (donkerblauw)

Achi · Acateeks · Aguacateeks · Chalchiteeks · Chuj · Garifuna · Ch'orti' · Itza · Ixil · Jacalteeks · K'iche' · Kaqchikel · Lacandón · Mam · Mopan · Poqomam · Poqomchi' · Q'anjob'al · Q'eqchi' · Sacapulteeks · Sipakapense · Tectiteeks · Tz'utujil · Uspanteeks · Xinka